# Bahnhof Berlin-Grunewald
Der Bahnhof Berlin-Grunewald im Berliner Ortsteil Grunewald (Bezirk Charlottenburg-Wilmersdorf) ist heute eine Station der S-Bahn an der Wetzlarer Bahn bzw. der verlängerten Stadtbahn. Zum Bahnhof gehören die Abstellanlage und Wagenhalle Hundekehle südlich des S-Bahnhofs sowie eine Abstellanlage für Reisezüge. Die Bahnsteige und weitere Gebäude stehen heute unter Denkmalschutz.
In der Zeit des Nationalsozialismus verließen zahlreiche Deportationszüge von hier aus Berlin.

## Geschichte

### Zeit bis 1939

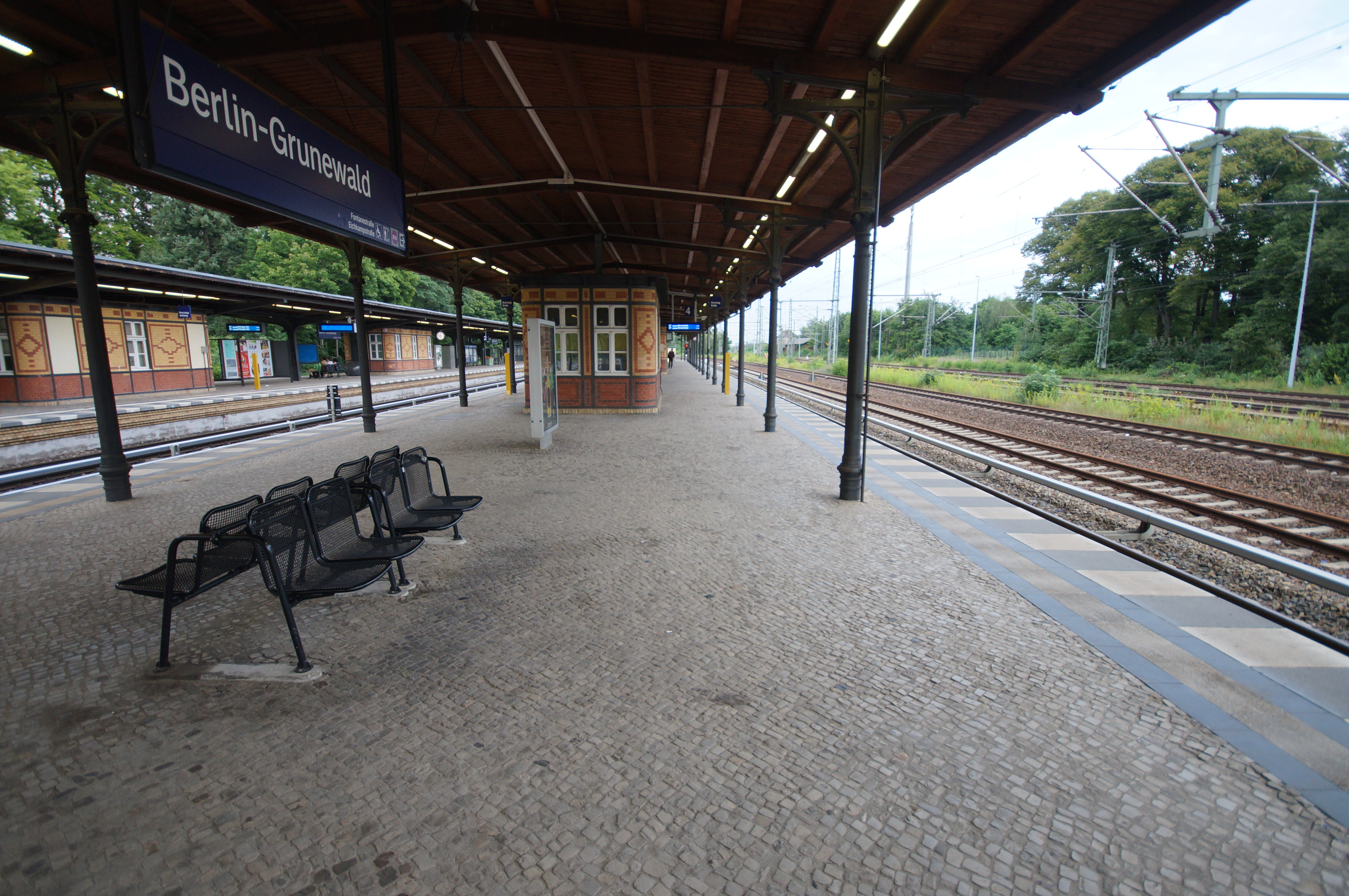
Die Bahnsteige des Bahnhofs

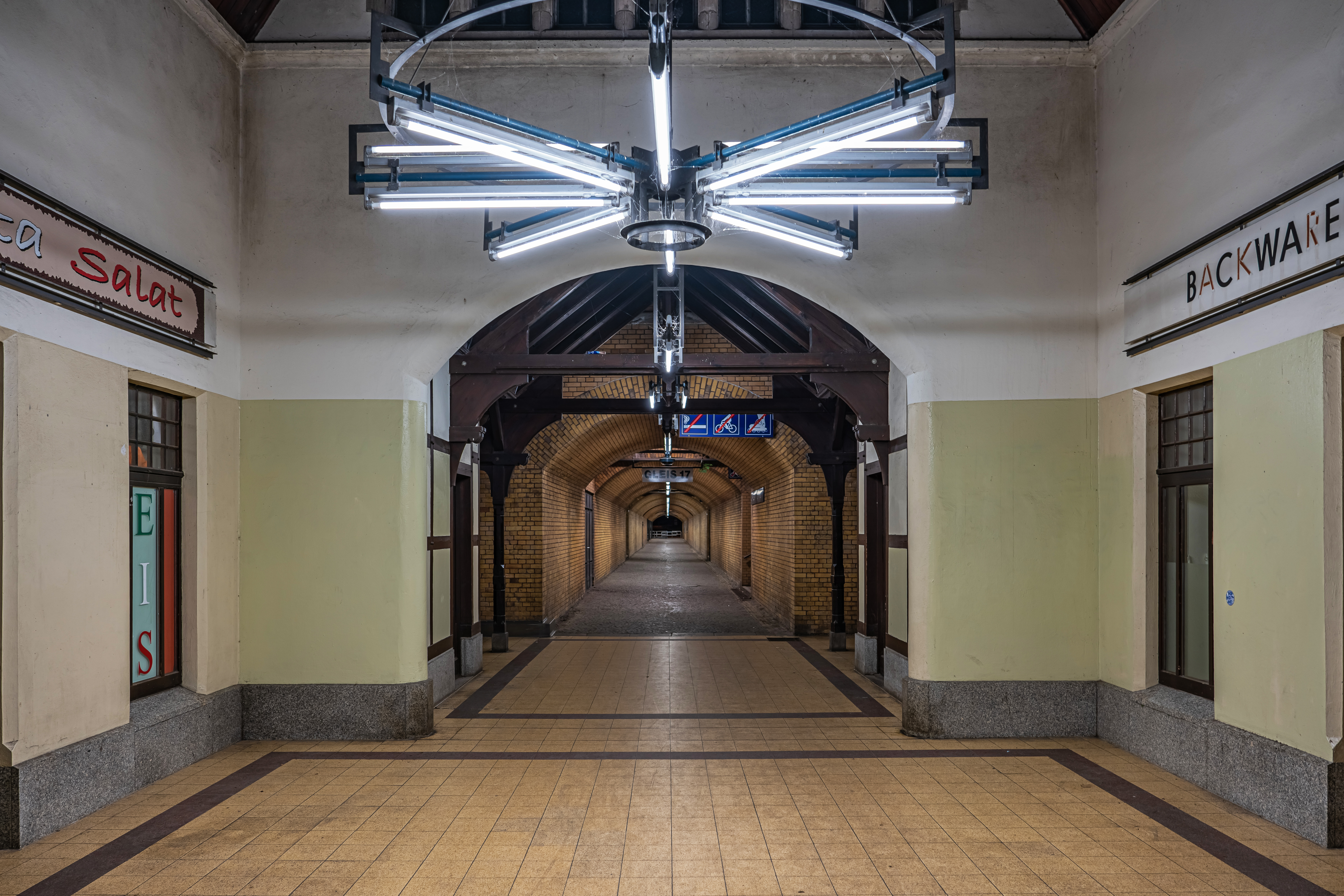
Die Bahnhofshalle und dahinter der Fußgängertunnel

Das Königliche Kabinett beschloss 1873 die Anlage des heutigen Bahnhofs Grunewald an der militärisch wichtigen Wetzlarer Bahn, einem Teil der sogenannten „Kanonenbahn“. Am 1. August 1879 wurde der Bahnhof unter dem Namen Hundekehle in Betrieb genommen. Dieser Name bezog sich auf das nahe dem Bahnhof im Grunewald liegende Hundekehlefenn. Zu dieser Zeit besaß der Bahnhof mit vier Bahnsteigen (drei Mittelbahnsteige und ein Seitenbahnsteig) seine größte Ausdehnung. Neben den zwei Bahnsteigen der Wetzlarer Bahn wurden noch zwei weitere Bahnsteige für „Grunewaldzüge“ angelegt, die von der Ringbahn kommend am Bahnhof Grunewald endeten. Bereits knapp fünf Jahre später erhielt der Bahnhof am 15. Oktober 1884 seinen endgültigen Namen. Bis dahin trug ein anderer Bahnhof den Namen Grunewald, dieser liegt an der Berliner Ringbahn und wurde 1884 in Halensee umbenannt.
Mit der Errichtung der Villenkolonie Grunewald erhielt der Bahnhof 1899 ein repräsentatives Empfangsgebäude nach Entwürfen von Karl Cornelius. Das Gebäude, ein verputzter Ziegelbau mit Sandsteinteilen, vermittelt den Eindruck eines Burgtores, über dem ein Flügelrad wie ein Wappen prangt. Gekrönt wird das Gebäude durch eine Windfahne in Form einer Dampflokomotive. Auch die restliche Bahnhofsanlage wurde zu dieser Zeit umgestaltet und die beiden Zugangstunnel, von denen heute nur noch einer in Betrieb ist, angelegt.
Am 11. Juni 1928 erreichte die Gleichstrom-Elektrifizierung mittels Stromschiene den Bahnhof Grunewald. Mit der Inbetriebnahme der S-Bahn auf der Wetzlarer Bahn wurden die „Grunewaldzüge“ von der Ringbahn wieder eingestellt und die entsprechenden Bahnsteige zurückgebaut.
Zwei Bereiche des Bahnhofs Grunewald stehen jeweils als Gesamtanlagen unter Denkmalschutz. Zum einen der Komplex Ringbahn-Endstation Grunewald mit Stationsgebäude von 1879, Stellwerk, Funktionsgebäude und Gleisanlagen sowie der Gedenkstätte für den Transport jüdischer Bürger, zum anderen der Komplex S-Bahnhof Grunewald, Empfangsgebäude mit dem von Karl Cornelius entworfenen Bahnhofsgebäude von 1899, dem Tunnel und zwei Bahnsteigen.

### Deportationen

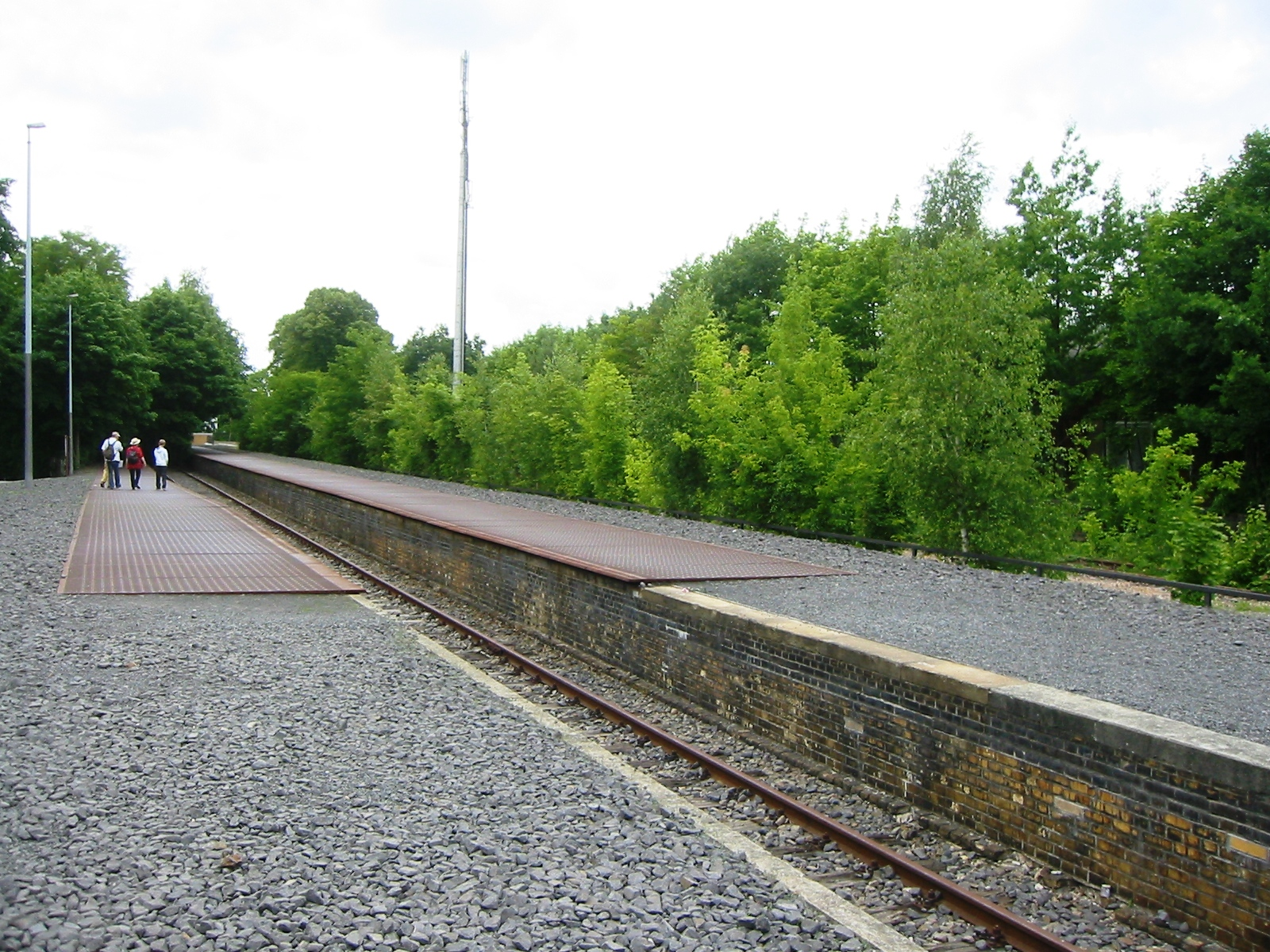
Mahnmal Gleis 17 der Deutschen Bahn

Im Holocaust wurden aus Berlin von Oktober 1941 bis Kriegsende über 50.000 deutsche Juden deportiert. Neben dem Bahnhof Grunewald starteten Deportationszüge vom Güterbahnhof Moabit und vom Anhalter Bahnhof. Der erste Deportationszug verließ den Bahnhof Grunewald am 18. Oktober 1941 mit 1013 Juden. Mit diesem Tag begann die systematische Deportation der Juden aus Berlin. Bis April 1942 fuhren die Züge hauptsächlich in die osteuropäischen Ghettos nach Litzmannstadt (heute: Łódź), Riga und Warschau. Ab Ende 1942 waren fast nur noch das Vernichtungslager Auschwitz-Birkenau und das Konzentrationslager Theresienstadt das Fahrtziel. Allein nach Auschwitz-Birkenau fuhren etwa 35 Züge mit 17.000 Juden vom Bahnhof Grunewald ab.
Die Rolle der Deutschen Reichsbahn im Holocaust blieb lange unbeachtet.
Erst in den 1980er und 1990er Jahren wurden – in Erinnerung an dieses Kapitel der Vergangenheit des Bahnhofs Grunewald – mehrere Mahnmale errichtet. Dabei wurden die ersten Mahnmale von anderen Gruppen errichtet.
Die erste Gedenktafel zur Erinnerung an diese Deportationen wurde am 8. November 1953 zum 15. Jahrestag der Reichspogromnacht am Signalhaus aufgestellt, allerdings wurde sie aus unbekannten Gründen wieder entfernt; auch der Zeitpunkt des Abbaus ist nicht dokumentiert. Die Einweihungsfeier wurde damals von West-Berliner Polizisten gestört, die den Zugang zum Güterbahnhof sperrten (dessen Gelände zur Deutschen Reichsbahn gehörte), weil die Vereinigung der Verfolgten des Naziregimes Westberlin, die die Gedenktafel initiiert hatte, als kommunistisch dominiert galt. Die zweite Tafel des Gedenkens wurde erst 20 Jahre später im Jahr 1973 angebracht und 1986 gestohlen.

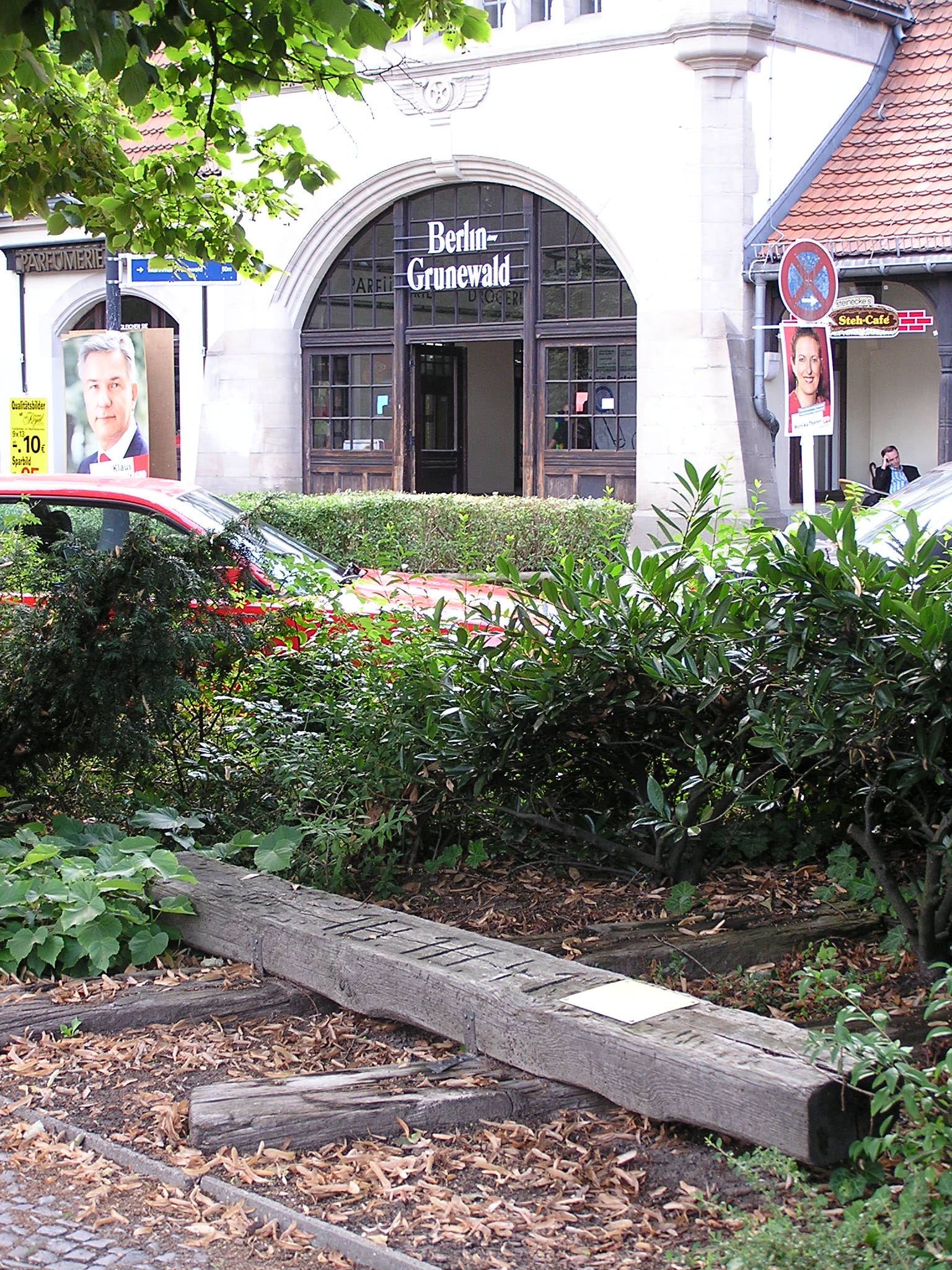
Mahnmal der Frauengruppe der evangelischen Gemeinde Grunewald

Am 18. Oktober 1987, dem 46. Jahrestag des ersten Transportes, wurde ein weiteres Mahnmal von einer Frauengruppe der evangelischen Gemeinde Grunewald errichtet. Auf zwei Eisenbahnschwellen stand senkrecht eine dritte mit der Inschrift

„18.10.41“

Eine Messingplatte mit der Beschriftung

„Wir erinnern / 18. Okt. 41 / 18. Okt. 87“

vervollständigte das kleine Ensemble. Nachdem die Initiatorinnen das Mahnmal altersbedingt nicht mehr pflegen konnten, wuchs es zu und die Messingplatte wurde entwendet. 2005 wurde es dann vereinfacht, mit querliegender anstatt senkrechter Eisenbahnschwelle, wieder hergerichtet und eine neue Messingplatte montiert, nun mit der Beschriftung

„Im Gedenken an die Menschen, die von diesem Bahnhof deportiert wurden. 18. Okt. 1941–18. Okt. 1987“

Am 3. April 1987 wurde am ehemaligen Stellwärterhaus eine Bronzetafel enthüllt. Auf Hebräisch ist dort zu lesen:

„Zum Gedenken an die Opfer der Vernichtung“

Darunter steht auf Deutsch:

„Zum Gedenken an Zehntausende jüdischer Bürger Berlins, die ab Oktober 1941 bis Februar 1945 von hier aus durch die Nazi-Henker in die Todeslager deportiert und ermordet wurden.“

Mit der Herstellung des unten beschriebenen Mahnmals Gleis 17 ist die Bronzetafel in dieses integriert worden.

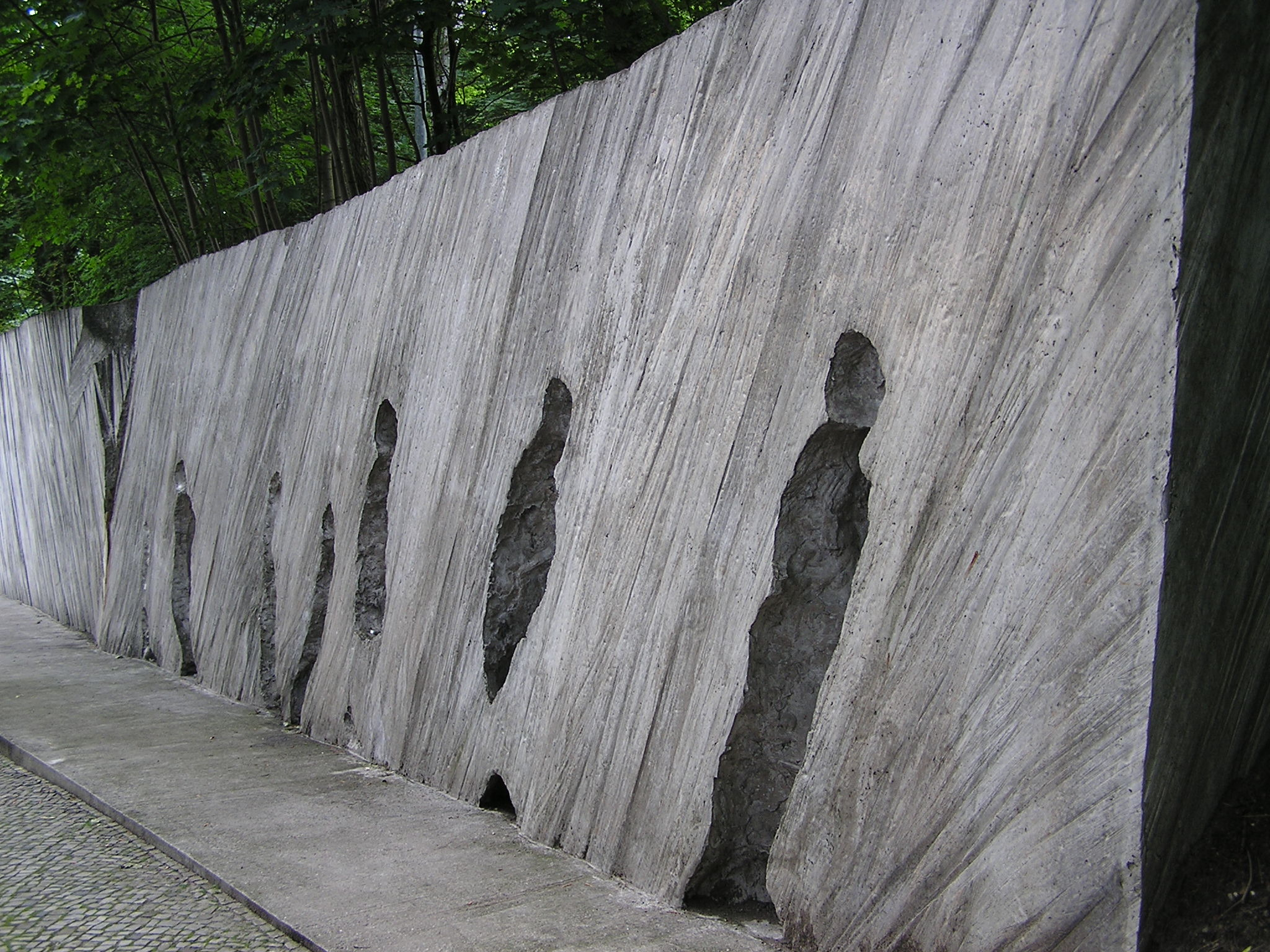
Mahnmal des Bezirks an der Rampe zum Güterbahnhof

An der Rampe zum Güterbahnhof wurde auf Initiative des damaligen Bezirks Wilmersdorf am 18. Oktober 1991 ein von dem polnischen Künstler Karol Broniatowski geschaffenes Mahnmal enthüllt. Es besteht aus einer Betonmauer mit Negativabdrücken menschlicher Körper und einer erläuternden Bronzetafel. Neben der Deportation mit der Eisenbahn thematisiert es die zahllosen Märsche von den Berliner Zwischenlagern zu den Deportationsbahnhöfen.

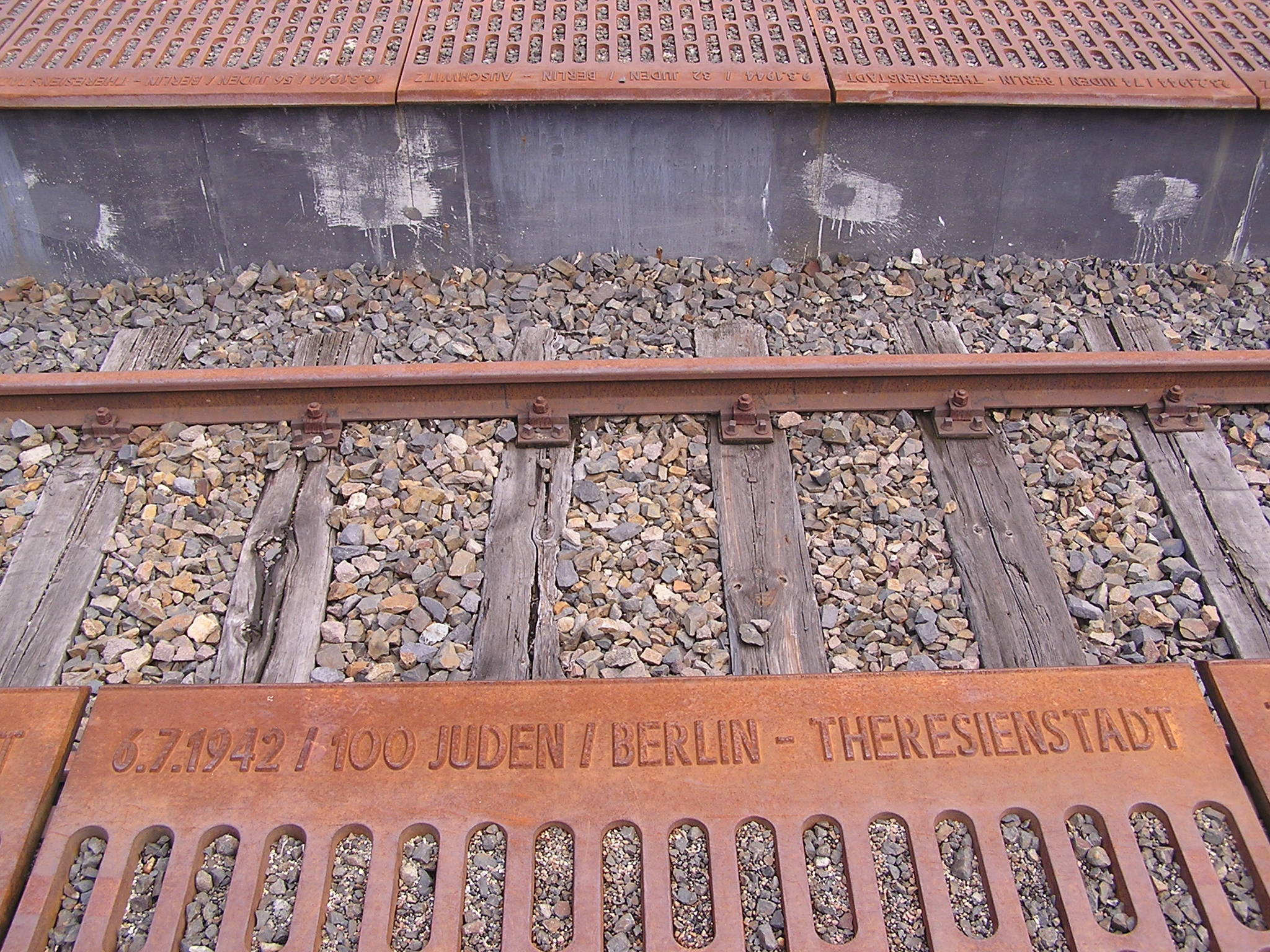
Detail des Mahnmals Gleis 17

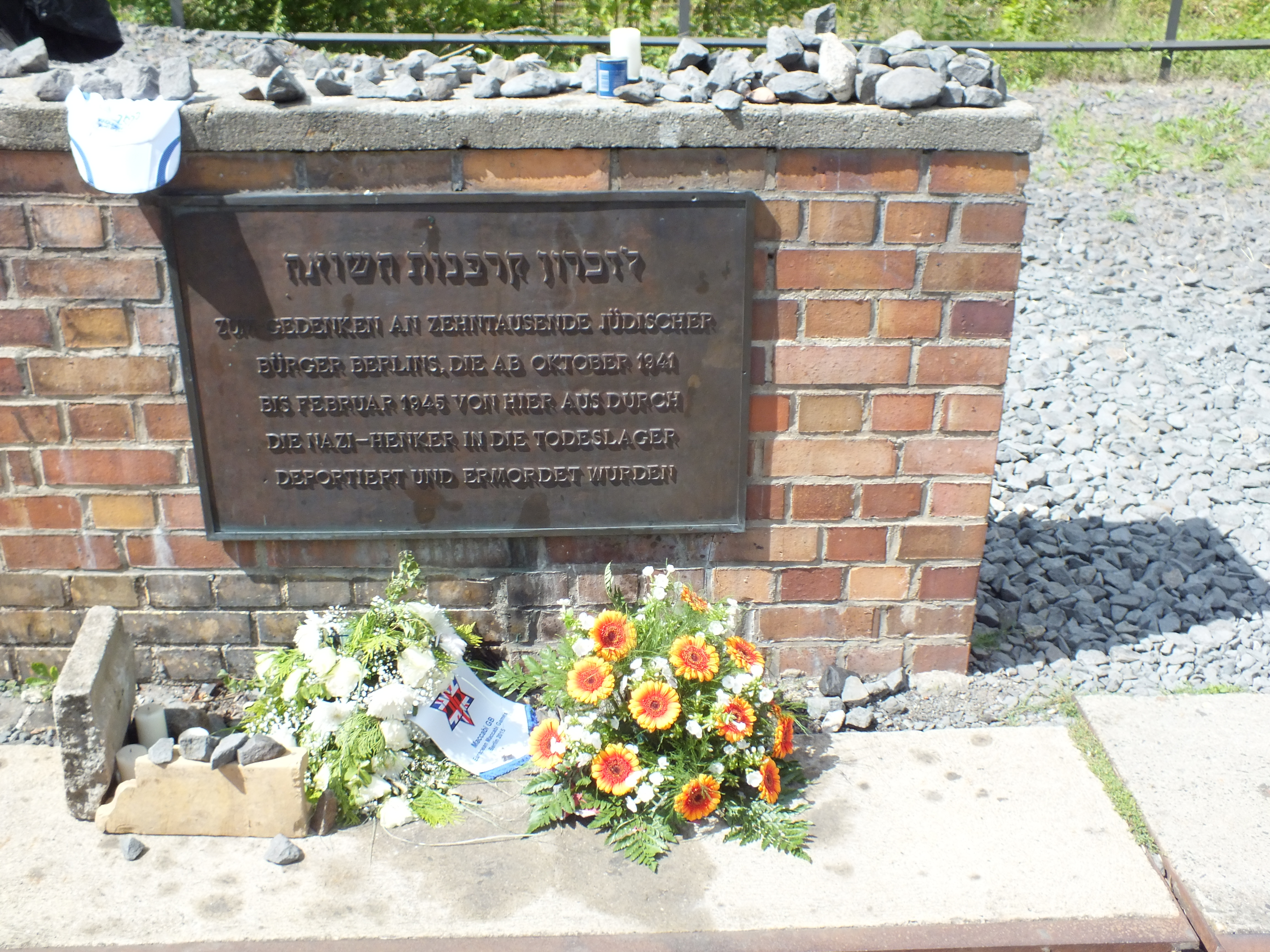
Gedenktafel am Mahnmal Gleis 17

Für die Errichtung eines zentralen Mahnmals, das an die Rolle der Reichsbahn unter der nationalsozialistischen Diktatur erinnern soll, führte die Deutsche Bahn AG einen begrenzten Wettbewerb durch. Ausgewählt wurde ein Entwurf des Architektenteams Nicolaus Hirsch, Wolfgang Lorch und Andrea Wandel. Beidseits des Gleises 17, von dem die meisten Deportationszüge abfuhren, wurden gusseiserne Platten verlegt. An den so entstandenen „Bahnsteigkanten“ dieser Platten sind in chronologischer Folge alle Fahrten von Berlin mit Anzahl der Deportierten und dem Zielort dokumentiert. Das Mahnmal Gleis 17 bildet in der Erscheinung einen Kontrapunkt zum Denkmal für die ermordeten Juden Europas. Zunächst bescheiden im Äußeren, beeindruckt es den Besucher beim Betreten der Eisengussplatten durch seine weitläufige Dimension, die sich beim Begehen erschließt. Die Vegetation, die im Laufe der Jahre einen Teil des Gleises erobert hat, ist als Symbol dafür, dass nie wieder ein Zug von diesem Gleis abfahren wird, in das Mahnmal einbezogen worden. Am 27. Januar 1998 wurde das Mahnmal enthüllt. Der israelische Ministerpräsident Ehud Olmert besuchte bei seiner ersten Reise nach Deutschland am 12. Dezember 2006 auch das Mahnmal Gleis 17. Olmert und Berlins damaliger Regierender Bürgermeister Klaus Wowereit hielten dabei Reden.
Die Moses Mendelssohn Stiftung plant am Mahnmal einen Gedenk-Campus.

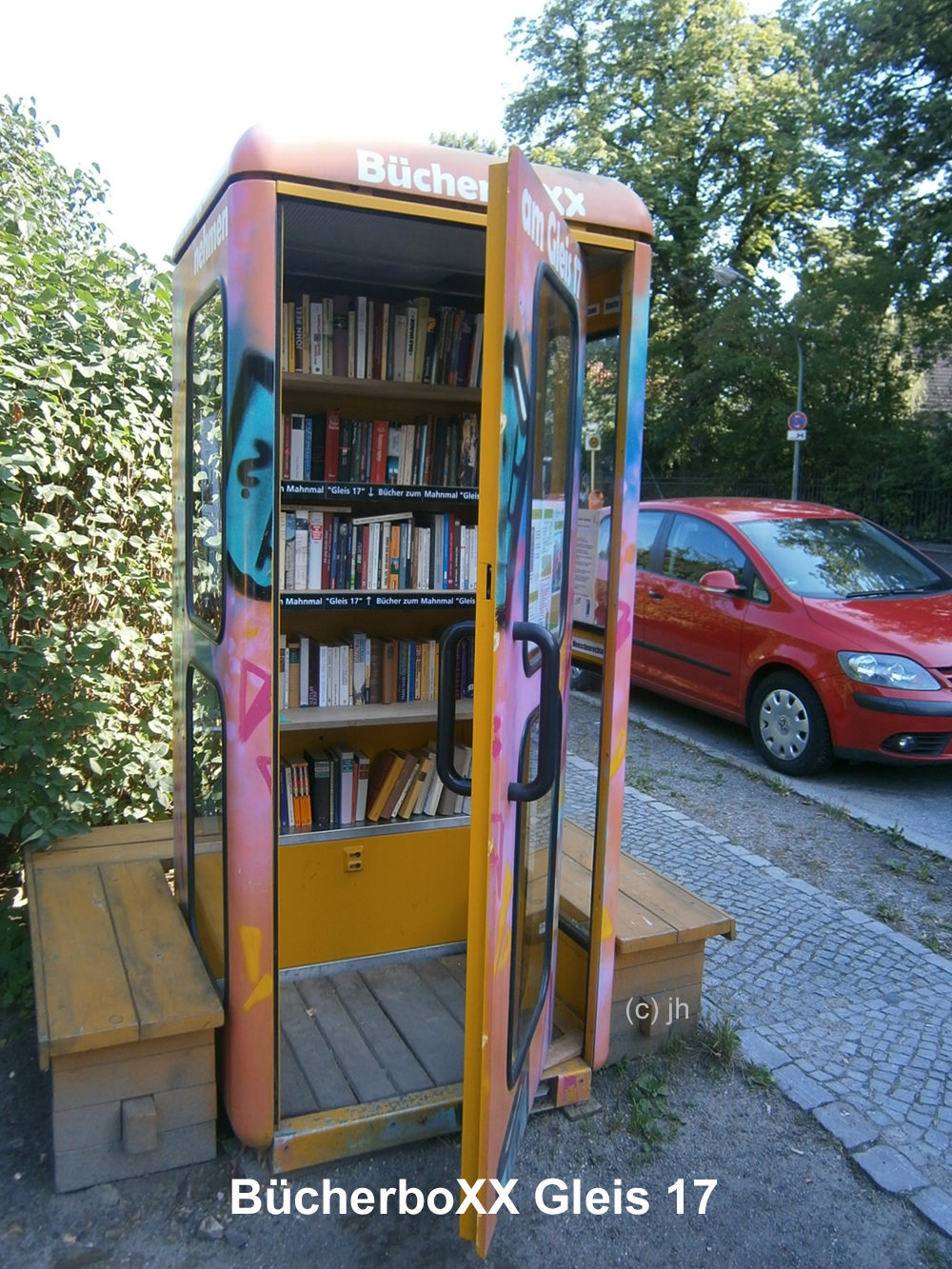
Die umgebaute ehemalige Telefonzelle im August 2012

Seit 2012 steht vor dem Bahnhof die „BücherboXX Gleis 17“ mit den Themenschwerpunkten Jüdisches Leben, Verfolgung, Deportation, Holocaust, Nationalsozialismus, Rassismus und Widerstand. Sie wurde am 12. August 2023 durch eine Brandstiftung schwer beschädigt, vor Ort wurde ein rechtsextremes, antisemitisches Bekennerschreiben gefunden.

### Nachkriegszeit

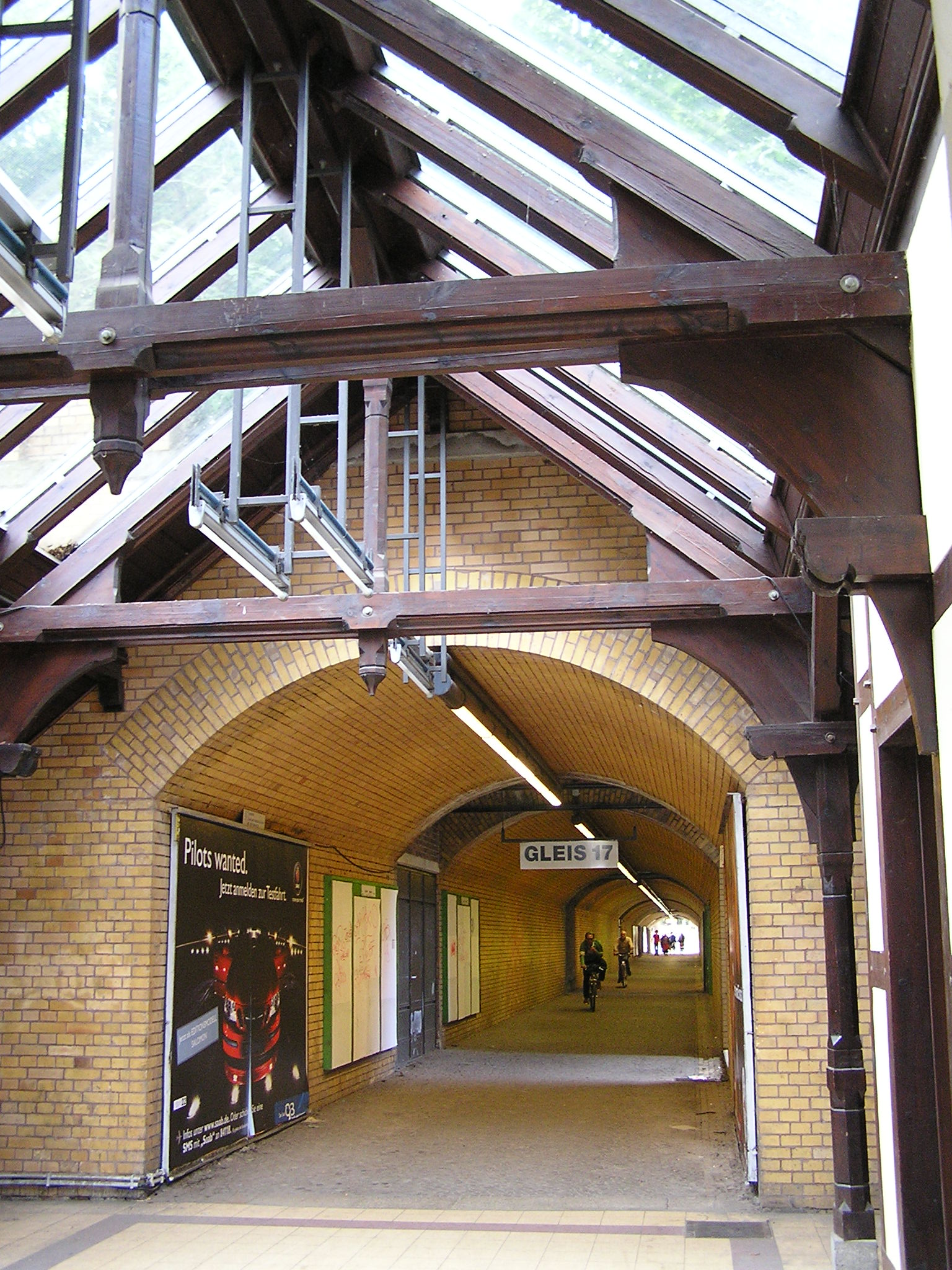
Von Radfahrern und Fußgängern häufig genutzter Tunnel in den Grunewald

Infolge der Schlacht um Berlin war der Bahnhof von April bis Juli 1945 außer Betrieb.
Nach der Teilung Berlins ging die verkehrspolitische Bedeutung der S-Bahn in West-Berlin rapide zurück. Der Bahnhof wurde nun hauptsächlich von Fußgängern und Radfahrern genutzt, um durch den Tunnel unter den ausgedehnten Bahnanlagen den westlich angrenzenden Grunewald, das größte Naherholungsgebiet im Westteil Berlins, zu erreichen. Erst 1980 im Rahmen des Eisenbahnerstreiks ruhte wieder der S-Bahn-Verkehr vom 19. bis zum 27. September und nochmals in der letztendlich daraus resultierenden Betriebsübertragung an die West-Berliner BVG vom 9. Januar bis zum 30. April 1984.
Im Jahr 2011 erfolgten Sanierungsarbeiten im Rahmen der Konjunkturprogramme des Bundes. In diesem Zuge wurden auch zwei Aufzüge zu den S-Bahnsteigen für einen barrierefreien Zugang realisiert, wobei der nördliche Aufzug in einen historischen Bahnsteigaufbau integriert wurde.
Bestrebungen des Bezirks Charlottenburg-Wilmersdorf, eine Wiedereröffnung des bereits vor dem Mauerbau geschlossenen südlichen Bahnhofszugangs zu erreichen, blieben bisher erfolglos. Dieser würde gegenüber der Douglasstraße auf die Auerbachstraße führen. Im Jahr 2002 erklärte das Land Berlin im Rahmen der Grunderneuerung der S-Bahn-Strecke gegenüber der Deutschen Bahn, auf die Wiederherstellung dieses Zuganges zu verzichten. Begründet wird dies mit den hohen Sanierungskosten einerseits und den zu erwartenden geringen Nutzerzahlen anderseits.

### Zukunft
Strittig ist derzeit eine Bebauung mit Stadtvillen auf einer zehn Hektar großen, nicht mehr betriebsnotwendigen Fläche der Deutschen Bahn AG. Die Erschließung dieser Fläche, die relativ dicht an das Mahnmal Gleis 17 heranreicht, könnte nur im Bereich der Rampe erfolgen, an der sich das Mahnmal von Karol Broniatowski befindet. Kritiker befürchten eine Störung des erinnernden Charakters der Mahnmale.

## Weitere Anlagen

### Wagenhalle Hundekehle
Südwestlich des Personenbahnhofs liegt der heutige „Triebwagenschuppen Hundekehle“. Die fünfgleisige Halle wurde 1907 in schlichter Architektur mit Eisenfachwerk und Holztragwerk vermutlich unter Beteiligung von Otto Blum und Erich Giese (siehe Literatur) als Teil eines „Abstellbahnhofs für den Stadtverkehr“ erbaut. Ergänzt wird die Anlage durch ein nördlich angebundenes Magazin- und Verwaltungsgebäude, das sich mit steilem Satteldach und dekorativen Giebeln an der Märkischen Backsteingotik orientiert. Weitere Gebäude befinden sich im Umfeld, so steht abseits am östlichen Gleiskörper ein kleines, um 1930 nach Plänen von Richard Brademann erbautes Schaltwerk.

### DB-Werkstatt für Notfalltechnik
Bereits im Jahr 1879 ging die erste Eisenbahnwerkstatt an der Cordesstraße in Betrieb. Das jetzige Gebäude stammt aus dem Jahr 1929 und beherbergte das Bahnbetriebswerk Berlin-Grunewald der Deutschen Reichsbahn. Am 26. September 1998 erfolgte die Schließung des Betriebshofs Grunewald.
Nachdem DB Netz die Immobilie im Jahr 2009 übernommen hatte, wurden mehrere Millionen Euro investiert. Im Mai 2013 wurde das Werk symbolisch eröffnet. Heute beherbergt das Objekt eine von bundesweit fünf Werkstätten der Bahntochter und ist auf die Wartung und Instandhaltung von Nebenfahrzeugen der Notfalltechnik spezialisiert. Hierzu gehören u. a. Rettungszüge, Schienenkräne und Schneepflüge.

## Anbindung
Der S-Bahnhof wird von der Linie S7 der Berliner S-Bahn bedient. Es bestehen Umsteigeverbindungen zu den Omnibuslinien M19, 186 und 349 der Berliner Verkehrsbetriebe.
| Linie | Verlauf |
| ----- | --- |
|       | Potsdam Hauptbahnhof – Babelsberg – Griebnitzsee – Wannsee – Nikolassee – Grunewald – Westkreuz – Charlottenburg – Savignyplatz – Zoologischer Garten – Tiergarten – Bellevue – Hauptbahnhof – Friedrichstraße – Hackescher Markt – Alexanderplatz – Jannowitzbrücke – Ostbahnhof – Warschauer Straße – Ostkreuz – Nöldnerplatz – Lichtenberg – Friedrichsfelde Ost – Springpfuhl – Poelchaustraße – Marzahn – Raoul-Wallenberg-Straße – Mehrower Allee – Ahrensfelde |